# Bromobenzene
Il Bromobenzene è un composto chimico derivato dal benzene, dove un atomo di idrogeno è stato sostituito con uno di bromo. La sostanza appare come un liquido incolore dall'odore pungente, infiammabile, poco solubile in acqua ma solubile nella maggior parte dei solventi organici come etanolo, etere, cloroformio e benzene.

## Sintesi
Il bromobenzene può essere ottenuto facendo reagire il benzene col bromo molecolare, in presenza di ferro sotto forma di bromuro ferrico. In alternativa è possibile utilizzare alluminio come catalizzatore (AlBr3)

## Utilizzi
In genere il bromobenzene viene impiegato come additivo per olio motore, come solvente organico o come reagente in diverse sintesi organiche, tra cui la preparazione del reattivo di Grignard corrispondente:
Ph-Br + Mg → Ph-Mg-Br